# جاكي سوانسون
جاكي سوانسون (بالإنجليزية: Jackie Swanson)‏ هي ممثلة أمريكية، ولدت في 25 يونيو 1963 في غراند رابيدز في الولايات المتحدة.

## وصلات خارجية
- جاكي سوانسون على موقع IMDb (الإنجليزية)
- جاكي سوانسون على موقع ميوزك برينز (الإنجليزية)
- جاكي سوانسون على موقع قاعدة بيانات الفيلم (الإنجليزية)